# Centrale nucleare di Barsebäck
La centrale nucleare di Barsebäck (Barsebäcks kärnkraftverk), in Svezia, è un impianto di produzione elettrica composto da due reattori BWR per 1 200 MW di potenza netta.
L'impianto è l'unico ad essere stato spento dopo il referendum del 1980 sull'uscita dal nucleare.

## Chiusura dell'impianto
L'impianto si trova nel sud della Svezia, a 30 km da Malmö e a 20 km da Copenaghen, la capitale di un paese fortemente anti-nucleare.
Nel 1997, il governo svedese ha deciso di chiudere l'unità 1 a metà del 1998, mentre l'unità 2 a metà del 2001, anche a seguito di forti pressioni danesi. La Sydkraftuno, l'utility proprietaria dell'impianto, ha risposto mettendo in dubbio la legittimità della decisione e ha presentato un reclamo formale alla Commissione europea sulla base di una discriminazione irragionevole. Ha inoltre iniziato un negoziato con il governo svedese in materia di risarcimento completo della capacità di generazione attuale, non economico. Il risultato è stato che la chiusura delle unità 1 è stata rinviata alla fine di novembre 1999 con un complesso accordo tra il governo, Vattenfall e Sydkraft, per trasferire parte dell'impianto di Ringhals a quest'ultima.
Nel mese di ottobre 2004, dopo due anni di discussioni con le utility sul futuro delle centrali nucleari del paese, il governo svedese ha interrotto i negoziati e ha dichiarato che il secondo reattore sarebbe stato chiuso nel maggio 2005, dopo un'attività di 28 anni, indipendentemente dalle condizioni precedentemente concordate in materia di sostituzione della capacità produttiva. I leader sindacali industriali e commerciali hanno avuto parole forti sulla chiusura dell'impianto. Questo "sarà combattuta e non accetteremo mai che il paese butta via inutilmente 2-30 miliardi di corone (2-3 miliardi$), mentre noi tagliare la legna per il fabbisogno energetico", ha detto il presidente di Volvo, in una lettera firmata da altre 100 personalità. La lettera era critica per il futuro peggioramento industriale svedese e ha detto che questo era un piano per: "smantellare una forma pulita, a basso costo e altamente efficace di energia è l'ultima goccia."
Il costo di energia elettrica avrebbe in seguito raggiunto traguardi significativi, la Commissione Energia pone i costi del nucleare a circa 1,7-2,0 c€/kWh, compresa la gestione dei rifiuti, aumenti del capitale e smantellamento. Qualsiasi capacità di sostituzione avrebbe inevitabilmente un costo notevolmente superiore (es. gas 2,85 c€/kWh), e sia i sindacati e le imprese del settore, sono estremamente preoccupate per il probabile effetto di questo. Le compensazioni per la chiusura prematura del primo reattore nel 1999 sono costate ai contribuenti svedesi 593 milioni€, più un pagamento per il funzionamento dell'unità 2 da sola. Il compenso per l'unità 2 è stata concordata a 583 milioni€, come parte della transazione, Vattenfall ha trasferito quasi il 4% della sua partecipazione in Ringhals a E.ON Sverige.
La produzione dell'impianto doveva essere sostituita con una pari produzione da legna, produzione combinata di calore e dalle centrali elettriche tramite teleriscaldamento, energia eolica e sostituzione del riscaldamento da elettrico a gas. È stato però riscontrato l'aumento del consumo di gas naturale e di alcuni importazioni nette di elettricità da parte delle centrali danesi e tedesche che funzionano in gran parte a carbone, e da quelle finlandesi nucleari ed a gas.

## Smantellamento
Nessuna delle due unità dovrebbe essere smantellata fino intorno al 2020, quando i depositi per i rifiuti dovrebbero essere pronti.